# Palacio Universitario de la Universidad Nacional Autónoma de Honduras
El Palacio Universitario de la Universidad Nacional Autónoma de Honduras es un polideportivo ubicado en dentro de las instalaciones de la Universidad Autónoma de Honduras en la ciudad de Tegucigalpa, MDC en la república de Honduras, siendo comúnmente el escenario polideportivo más grande de la ciudad y uno de los más grandes de la región Centroamericana.
El ente responsable será la Escuela de Ciencias de la Cultura Física y Deporte por lo tanto se ubicarán las oficinas administrativas y académicas en el Complejo.

## Construcción
Esta obra se realizó bajo la supervisión de la Secretaría Ejecutiva de Administración de Proyectos de Infraestructura (SEAPI-UNAH), se edificó entre 2012 y 2013 en un periodo de 14 meses.

## Apertura
El Palacio universitario polideportivo se encuentre ubicado dentro de las instalaciones de la Universidad Nacional Autónoma de Honduras, en Tegucigalpa, MDC. El estadio de uso multi-propósitos, ubicado dentro del polideportivo, cuenta con una capacidad para 12.000 espectadores y el Estadio Olímpico que también está ubicado dentro de las instalaciones cuenta con una capacidad para 7.000 espectadores. El polideportivo fue inaugurado oficialmente el 19 de septiembre de 2013. Es considerado el polideportivo más moderno de Centroamérica y uno de los más modernos de Latinoamérica.

## Instalaciones

### Palacio Universitario de los Deportes y las Ciencias de la Cultura Física
El costo de su construcción fue de 700 millones de Lempiras, fue inaugurado en septiembre de 2013 y fue escenario de los XIV Juegos Deportivos Universitarios Centroamericanos y del Caribe realizados entre el 22 y 28 de septiembre de 2013.

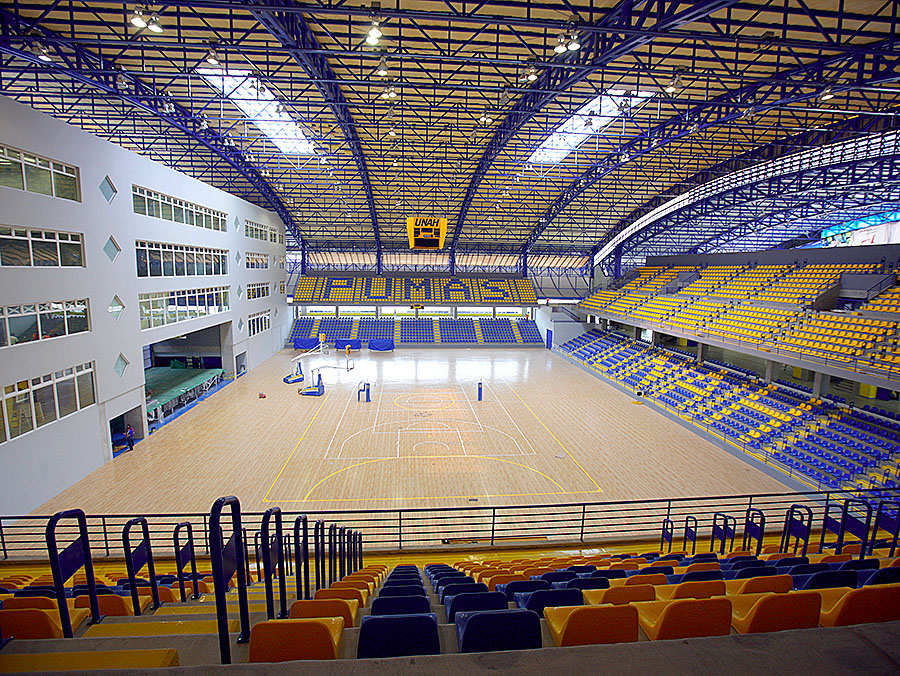
Interior del polideportivo

#### Descripción
- Tiene un área total de un área de construcción estimada de 30,950.00 m² (6 manzanas); en la que se proyectan espacios deportivos, académicos, administrativos y áreas exteriores.
- El palacio de los deportes cuenta con una capacidad de 4,753 personas.[2]
- Cuenta con un megaestacionamiento.
- Se encuentra ubicado frente al Estadio Olímpico José Trinidad Reyes.
- El Complejo consta de cinco niveles.

#### Relación y funcionamiento de los niveles del edificio
Áreas exteriores y vestíbulos de acceso: Contará con dos plazas de acceso: conectando al sur con el Bulevar Suyapa y al norte con la ciudad universitaria. También formarán parte de las áreas exteriores las plazoletas y rampas de acceso.
- Nivel 1: Áreas deportivas: cancha Multiusos, áreas de calentamiento, gimnasios, áreas clínicas y vestidores. Además se ubican cuartos de servicio y seguridad, administración, bodegas deportivas y módulos de servicios sanitarios.
- Nivel 2: Nivel de acceso al público, se ubicará la "explanada", que comunica al oeste con las graderías de la cancha multiusos y al este con las graderías del Estadio Olímpico. Estarán ubicadas en este nivel taquillas, cafeterías y tienda deportiva.
- Nivel 3: Se ubicarán las áreas de gimnasia: artística, general y aeróbica con sus respectivos vestuarios. Aulas y salones de usos múltiples, salas V.I.P.
- Nivel 4: Se ubicaran las aulas restantes necesarias para la atención de la

población universitaria, se ubicaran también las áreas de radio, prensa, televisión y cuartos operativos, con el mismo concepto de lo salas V.I.P. para uso de todo el Complejo Deportivo.
- Nivel 5: Se ubicarán las oficinas del personal docente y administrativo la Escuela de Ciencias de la Cultura Física, con las áreas comunes necesarias entre ellas recepción, secretaria, sala de juntas, sala de maestros y servicios sanitarios. En este nivel se consideró un espacio para futura expansión.

### Estadio Olímpico José Trinidad Reyes
El Estadio Olímpico y pista de Atletismo “José Trinidad Reyes” es un Recinto polideportivo ubicado en la ciudad de Tegucigalpa dentro de las instalaciones de la Ciudad Universitaria de la UNAH. Se construyó entre 2012 y 2014 con un coste de 120 millones de Lempiras contiguo al Palacio de los Deportes de la Universidad Nacional Autónoma de Honduras (UNAH).
Tiene un área de 27,000 metros cuadrados y una capacidad de 7,500 espectadores. Cuenta con una pista de atletismo con capa asfáltica, gradería y grama natural.
Cuenta con una Pista de Atletismo de ocho carriles y una distancia de 400 metros lineales.
Su principal función es la disciplina polideportiva y es utilizado para:
- El desarrollo de atletas de alto rendimiento dentro de la institución
- Estudiantes que se inscriben en los programas deportivos académicos, con el fin de mejorar la calidad de la enseñanza, autoestima del estudiante y sentido de pertenencia a la institución.
- La facilidad para la organización de competiciones deportivas a nivel institucional, nacional e internacional.
- Programas deportivos, tanto para personal docente como administrativo.
- La sociedad hondureña en general como participantes en el desarrollo e impulso de nuevas disciplinas deportivas.

#### Caracterización de las Instalaciones
El Estadio Olímpico posee los siguientes niveles:
- COMPETICIÓN NIVEL 3

Categoría de certificación de la Asociación Internacional de Federaciones de Atletismo IAAF, que permite la realización de campeonatos internacionales del área y región.
- CONSTRUCCIÓN NIVEL 2

1. Una pista estándar de 8 carriles y 400 metros
2. Una ría para la carrera de obstáculos
3. 2 instalaciones de salto largo y salto triple con áreas de caída ambos extremos
4. 2 instalaciones de salto alto
5. 2 instalaciones de salto con pértiga con área de caída en ambos extremos
6. 2 instalaciones combinadas para lanzamiento de disco o martillo
7. 2 instalaciones para lanzamiento de jabalina
8. 2 instalaciones de lanzamiento de bala

- REQUERIMIENTOS ESPECÍFICOS

1. Espacios auxiliares con los que contará el proyecto
2. Espacios de calentamiento alrededor de la pista con las mismas características de la pista principal
3. Cancha de dimensionamiento estándar, inscrita dentro de la pista y con césped natural
4. Espacios para la preparación de atletas, jueces y entrenadores en los eventos
5. Vestuarios
6. Áreas de preparación
7. Áreas de charlas técnicas
8. Baños con sus respectivas duchas
9. Espacios auxiliares
10. Bodegas con las condiciones necesarias para albergar el equipo utilizado y los espacios para su correcto mantenimiento.

## Accesibilidad
El uso del centro polideportivo, el estadio y el megaestacionamiento es gratuito para los estudiantes y jubilados, los estudantes egresados pagan una mensualidad de 150 Lempiras, las demás personas pagan una mensualidad de 200 Lempiras.

## Deportes practicables
En el palacio de los deportes se practican decenas de deportes, tanto en el complejo polideportivo como en el estadio Estadio Olímpico “José Trinidad Reyes”.

### Dentro del polideportivo
En el polideportivo se practican los siguientes deportes:
- Atletismo,
- Balonmano,
- Baloncesto,
- Voleibol,
- Karate,
- Taekwondo

### Dentro del estadio y pista de atletismo
En el estadio de fútbol se practican los siguientes deportes:
- Fútbol,
- Fútbol americano
- Hockey sobre césped.
- Rugby

### En la pista de atletismo
- Maratones.
- Competencias de salto largo,
- Competencias de Salto triple,
- Competencias desalto alto,
- Competencias de salto con pértiga
- Lanzamiento de disco,
- Lanzamiento de martillo,
- Lanzamiento de jabalina,
- Lanzamiento de bala.

## Localización
El Palacio de los deportes se encuentra ubicado en los predios de la Universidad Nacional Autónoma de Honduras, su dirección es el 11101 del Bulevard Suyapa y su teléfono es el 2232-2110.